# نوكند (نظر أباد)
نوكند هي قرية في مقاطعة نظر أباد، إيران. عدد سكان هذه القرية هو 1,800 في سنة 2006.